# Fallida borsària
Una fallida borsària, crac borsari, fallida de la borsa o fallida del mercat de valors és una caiguda sobtada i dramàtica dels preus de les accions a d'un mercat de valors, que provoca una important pèrdua de la riquesa del paper. Les fallides són provocades tant pel pànic com pels factors econòmics subjacents. Sovint segueixen a les bombolles del mercat de valors de tipus especulatiu.
Les fallides del mercat de valors són fenòmens socials on els esdeveniments econòmics externs es combinen amb el comportament de la multitud i la psicologia en un bucle de retroalimentació positiva, on la venda d'alguns participants del mercat impulsa a més participants del mercat a vendre. En termes generals, les fallides solen produir-se en les següents condicions: un període prolongat d'augment dels preus de les accions i l'optimisme econòmic excessiu, un mercat on les ràtios preu-benefici excedeixen les mitjanes a llarg termini i l'ús extensiu del deute del marge i l'apalancament dels participants del mercat. Altres aspectes com ara guerres, hacks de grans corporacions, canvis en les lleis i regulacions federals i desastres naturals d'àrees altament productives econòmicament, també poden influir en una disminució significativa del valor d'una àmplia gamma de valors de la Borsa de Nova York. Cal assenyalar que totes aquestes caigudes de les accions poden donar lloc a un augment dels preus de les accions de les empreses que competeixen contra les empreses afectades.
No hi ha una definició numèrica específica d'una fallida del mercat de valors, però el terme s'aplica comunament a les pèrdues percentuals de doble dígit en un índex de borsa durant un període de diversos dies. Sovint, la fallida es distingeix del mercat baixista per la venda per pànic i les disminucions brusques i dramàtiques dels preus. Els mercats baixistes són períodes de disminució dels preus del mercat de valors que es mesuren en mesos o anys. Les fallides sovint s'associen amb els mercats baixistes, però no necessàriament van de la mà. El Dilluns negre de 1987, per exemple, no va venir d'un mercat baixista. De la mateixa manera, el mercat baixista japonès de la dècada de 1990 va durar diversos anys sense cap mena de fallida notable.

## Fallides borsàries històriques
- Bombolla dels mars del Sud (1720): crisi financera al Regne de la Gran Bretanya causada per una bombolla especulativa relacionada amb la Companyia dels Mars del Sud.
- Pànic de 1825: col·lapse borsari que va començar al Banc d'Anglaterra, en part a causa d'inversions especulatives a l'Amèrica Llatina, afectant mercats a Europa, Amèrica Llatina i els Estats Units.[7]
- Crac del 1929: també conegut com la caiguda de la Borsa de Wall Street, va començar el 24 d'octubre de 1929 (Dijous Negre) i va continuar fins al 29 d'octubre (Dimarts Negre), marcant l'inici de la Gran Depressió.[8]
- Dilluns negre (1987): el 19 d’octubre de 1987, les borses mundials van patir una caiguda històrica, amb descensos de fins al 40% en alguns índexs, a causa de la venda automatitzada d'accions, la sobrevaloració del mercat i la por a una pujada dels tipus d’interès.[5]
- Bombolla puntcom (2000-2002): l'esclat de la bombolla especulativa sobre empreses tecnològiques va fer caure bruscament el NASDAQ el març del 2000.[9]
- Crisi financera global (2007–2008): també anomenada Gran Recessió, originada als Estats Units pel col·lapse del mercat hipotecari subprime, es va expandir a tot el sistema financer internacional. La fallida de Lehman Brothers el 15 de setembre de 2008 va desencadenar una recessió global i una intervenció massiva dels governs i bancs centrals.[10]
- Crac del 2020: entre el 20 de febrer i el 7 d'abril del 2020 els mercats borsaris es van desplomar a causa de la pandèmia de COVID-19.[11]

## Crisis financeres amb afectació als mercats
- Crisi del deute llatinoamericà (1982): diversos països de l'Amèrica Llatina van declarar-se incapaços de pagar el seu deute extern, acumulat durant la dècada anterior, amb l'endeutament massiu per l’excedent de petrodòlars després de la crisi del petroli del 1973, agreujat per la pujada dels tipus d'interès als Estats Units.[12]
- Crisi japonesa (1990): l'esclat de la bombolla immobiliària i borsària al Japó va iniciar una llarga etapa d'estancament econòmic coneguda com la Dècada Perduda.[6]
- Crisi asiàtica (1997): la devaluació del baht va desencadenar una crisi financera a Tailàndia, que va esclatar el 2 de juliol de 1997, afectant especialment Corea del Sud, Indonèsia i Malàisia.[13]
- Crisi del ruble (1998): el 17 d'agost de 1998, Rússia va suspendre el pagament del deute sobirà i va devaluar el ruble, enmig d’una greu crisi fiscal i la caiguda dels preus del petroli, generant inestabilitat als mercats emergents.[14]
- Crisi del deute europeu (2010): diversos països de la zona euro, com Grècia[15] i Espanya,[16] van patir tensions als mercats per l'elevat endeutament públic. Es van aplicar dures mesures d'austeritat i es van activar mecanismes de rescat financers dins de la Unió Europea.